# Boros Lőrinc
Boros Lőrinc (Budapest, 1985. szeptember 7.–) magyar díszlettervező, látványtervező.

## Életpályája
2004–2012 között a Magyar Képzőművészeti Egyetem látványtervező hallgatója volt. 2020-tól a Magyar Képzőművészeti Egyetem Doktori Iskolájának hallgatója.

## Munkái

### Színházi díszlet
- Bertold Brecht: A szecsuáni jólélek, Theater und Orchester Archiválva 2020. szeptember 25-i dátummal a Wayback Machine-ben, Heidelberg, rendező: Bodó Viktor, Bemutató: 2017.09.30.
- Kárpáti Péter: Klein Zaches - Operation Zinnober (E.T. A. Hoffmann, A kis Zaches), Volkstheater Archiválva 2020. július 6-i dátummal a Wayback Machine-ben, Bécs, rendező: Bodó Viktor, Bemutató: 2017.02.12.
- Anton Pavlovics Csehov: Ivanov, Volkstheater, Archiválva 2020. július 6-i dátummal a Wayback Machine-ben Bécs, rendező: Bodó Viktor, Bemutató: 2016.03.18.
- Mikó Csaba: Apátlanok, Örkény Színház, Budapest, rendezte: Gáspár Ildikó, Bemutató: 2016. január 26.
- 36. Színikritikusok Díjátadó Gála, Trafó, 2015
- Anton Pavlovics Csehov: Ványa bácsi, Miskolci Nemzeti Színház, rendezte: Szőcs Artur, Bemutató: 2015. október 2.
- Eisemann Mihály-Halász Imre-Békeffi István: Egy csók és más semmi, Miskolci Nemzeti Színház, rendezte: Szőcs Artur, Bemutató: 2015. október 22.
- Wiliam Shakespeare: Lear (Lear király drámája alapján), Duda Éva Társulat, Átrium Film-Színház, rendezte: Szőcs Artur, Bemutató: 2015
- Litkai Gergely-Laboda Kornél: Kaput-halálkabaré, Jurányi Produkciós Közösségi Inkubátorház, rendezte: Dömötör András, Bemutató: 2015
- Deres Péter - Máthé Zsolt - Nagy Nándor: Robin Hood, Miskolci Nemzeti Színház, rendezte: Szőcs Artur, Bemutató: 2015. február 20.
- Heinrich von Kleist: Az eltört korsó, Miskolci Nemzeti Színház, rendezte: Szőcs Artur, Bemutató: 2015. október 22.
- Boross Martin: Felülről az ibolyát, Trafó, rendezte: Boross Martin, Bemutató: 2015. január 15.
- Giuseppe Verdi: Rigoletto, Miskolci Nemzeti Színház, rendezte: Szőcs Artur, Bemutató: 2014. november 28.
- Henrik Ibsen: Rosmersholm, Miskolci Nemzeti Színház, rendezte: Szőcs Artur, Bemutató: 2014. január 31.
- Huszka Jenő: Lili bárónő, Miskolci Nemzeti Színház, rendezte: Szőcs Artur, Bemutató: 2014. november 28.
- Hanoch Levin: Átutazók, Vígszínház, rendezte: Eszenyi Enikő, Bemutató: 2013. március 8.
- Plautus: A hetvenkedő katona, Pesti Színház, rendezte: Szőcs Artur, Bemutató: 2013. március 10.
- Alkalmáté Trupp: Péter Kata, Zsámbéki Színházi Bázis, rendezte: Máté Gábor, Bemutató: 2012
- Boross Martin (Készült André Schwarz-Bart és Jiří Langer történeteinek felhasználásával) Harminchatok, rendezte: Boross Martin, Trafó, Bemutató: 2013. május 7.
- Tasnádi István: Kokainfutár, Móricz Zsigmond Színház, rendező: Kovács Dani, Bemutató: 2012
- Richard Wagner: A hattyúlovag (jelmez) (Lohengrin-gyerekeknek), Művészetek Palotája, rendezte: Novák János
- Dorota Maslovska: Két lengyelül beszélő szegény román, Katona József Színház, Budapest, rendezte: Kovács Dani, Bemutató: 2010 október 14.
- Erich Kastner: Emil és a detektívek (bejátszó filmek), Kolibri Színház, rendező: Novák János, Bemutató: 2010 március 13.
- Wiliam Shakespeare: Othello (világítástervező), Vígszínház, rendezte: Eszenyi Enikő, Bemutató: 2009. október 17.

### Film díszlet
Stockholm Bloodbath - supervising art director (Director:Mikael Hafström, DOP: Par M. Ekberg) - Nordisk Film - Viaplay Studios
The Ex Wife - art director (Director: Brian O'Malley, DOP: Manoel C. Ferreira) - Paramount+
- 2017-2021, Project Art Director, Digic Pictures
- Sketch History 2 ser., Art Director, ZDF-Warner Bros, rendező: Tobias Baumann/Erik Haffner, 2016
- Sketch History 1 ser., Art Director / Hungary, ZDF-Warner Bros, rendező: Erik Haffner, 2015
- That trip we took with dad, Art director, Mirage Film, rendező: Anca Miruna Lazarescu, 2016
- 1989-Határon, Art Director/ Hungary, Proton Cinema rendező: Anders Østergaard, Rácz Erzsébet, 2014
- Anti-social - draughtsman, JRSM Films / Origo Film, rendező: Reg Traviss, 2013
- A szerdai gyerek, Art Director, Pop-Film, rendező: Horváth Lili, 2013
- Hercules, brakedown artist, Paramount Pictures, rendező: Brett Ratner, 2014
- Geld her oder Autsch'n, Art Director, DREAMER Joint Venture - Proton Cinema, rendező: René Marik, Johan Robin, 2013
- Csak a szél - látványtervező asszisztens, díszlettervező, építészet, Inforg Film - M&M Film Kft. rendező: Fliegauf Benedek, 
  - 2012, 62. Berlini Nemzetközi Filmfesztivál, Csak a szél: Peace Film Prize (Film Békedíj)
  - 2012, 62. Berlini Nemzetközi Filmfesztivál, Csak a szél: az Amnesty International emberi jogi csoport német szervezetének díja
  - 2012, 62. Berlini Nemzetközi Filmfesztivál, Csak a szél: Ezüstmedve, a zsűri nagydíja
- World War Z, brakedown artist, Paramount Pictures, rendező: Marc Forster, 2009
- The eagle, brakedown artist, Toledo Production - Focus Features, rendező: Kevin Macdonald, 2009

### Kisjátékfilm
- Tiszta kézzel, látványtervező, rendező: Bagota Béla, 2010
- A frusztra, látványtervező, Unio-Film/MTV, rendező: Bagota Béla, 2009
- Fater, látványtervező, rendező: Nagy Dénes, 2008
- Egymás mellett, látványtervező, rendező: Bagota Béla, 2008
- Holt Vidék - látványtervező, rendező: Császi Ádám, 2007
- Szerafina - látványtervező, rendező: Szabó Szonja, 2007